# Chotěšovský dům
Chotěšovský dům v Plzni je renesanční dům na náměstí Republiky č. 106/13. Patří k nejcennějším stavebním památkám Plzně. Je vyhlášen kulturní památkou.

## Historie domu
Původně na jeho místě stál gotický dům, který v roce 1487 zakoupil chotěšovský klášter pro své potřeby od Jana Chenice z Říčan.  Byli v něm ubytováváni členové kláštera a klášterní hosté při návštěvách Plzně. Na žádost chotěšovského opata byl dům v 16. století renesančně přestavěn italským stavitelem Giovanni de Statia. Podle některých zdrojů je autorem přestavby Jan Merlian. Od 10. prosince 1633 do 22. února 1634 v domě pobýval císařský vojevůdce Albrecht z Valdštejna. Na konci 18. století byl přední dům spojen se zadní částí novým křídlem a dům sloužil často pro ubytování vojenských návštěv. Po zrušení klášterů byl dům v roce 1784 v dražbě prodán plzeňskému mydlářskému mistrovi Ignáci Kouteckému. V jeho rodině se dům dědil. Majitel domu Petr Koutecký provedl před svou smrtí v roce 1890 několik úprav domu, např. z důvodu získání více světla vyboural kamenné ostění a přestavěl schodiště. Poslední majitelkou domu byla jeho manželka Jana, která dům odkázala Společnosti pro národopis a ochranu památek. Dne 2. února 1931 rozhodla plzeňská městská rada o uvolnění místností pro Národopisné muzeum Plzeňska a v roce 1932 byl dům nákladem stavitele Karla Krůty rekonstruován. Národopisné muzeum Plzeňska v domě sídlí dodnes.

## Popis budovy
Po levé straně domu jednoduchý vstupní kamenný portál, vedoucí do klenutého průjezdu. Dům má dvě poschodí. V přízemí a v prvním patře obloukové klenby. Ve dvoře se dochovala renesanční lodžie. Třípatrový ozdobný štít. Okna profilovaná kamenným ostěním s vysazenou římsou. V roce 1941 byly při rekonstrukci objeveny v prvním poschodí renesanční fresky s výjevy ze Starého zákona a postavou pravděpodobně Hroznaty, zakladatele chotěšovského kláštera. Dům je vnitřně spojen s Gerlachovským domem.

## Galerie

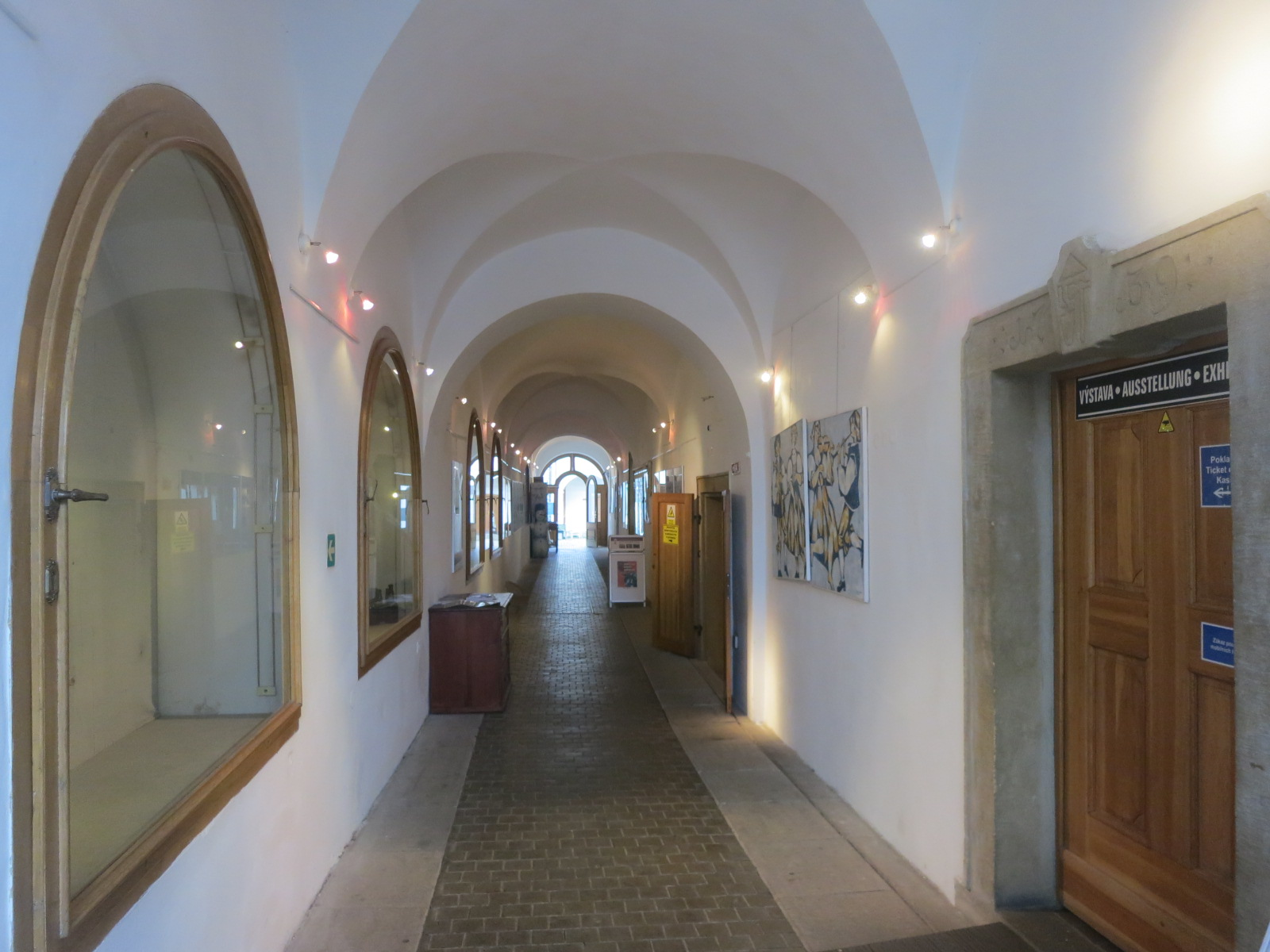
Vstupní chodba
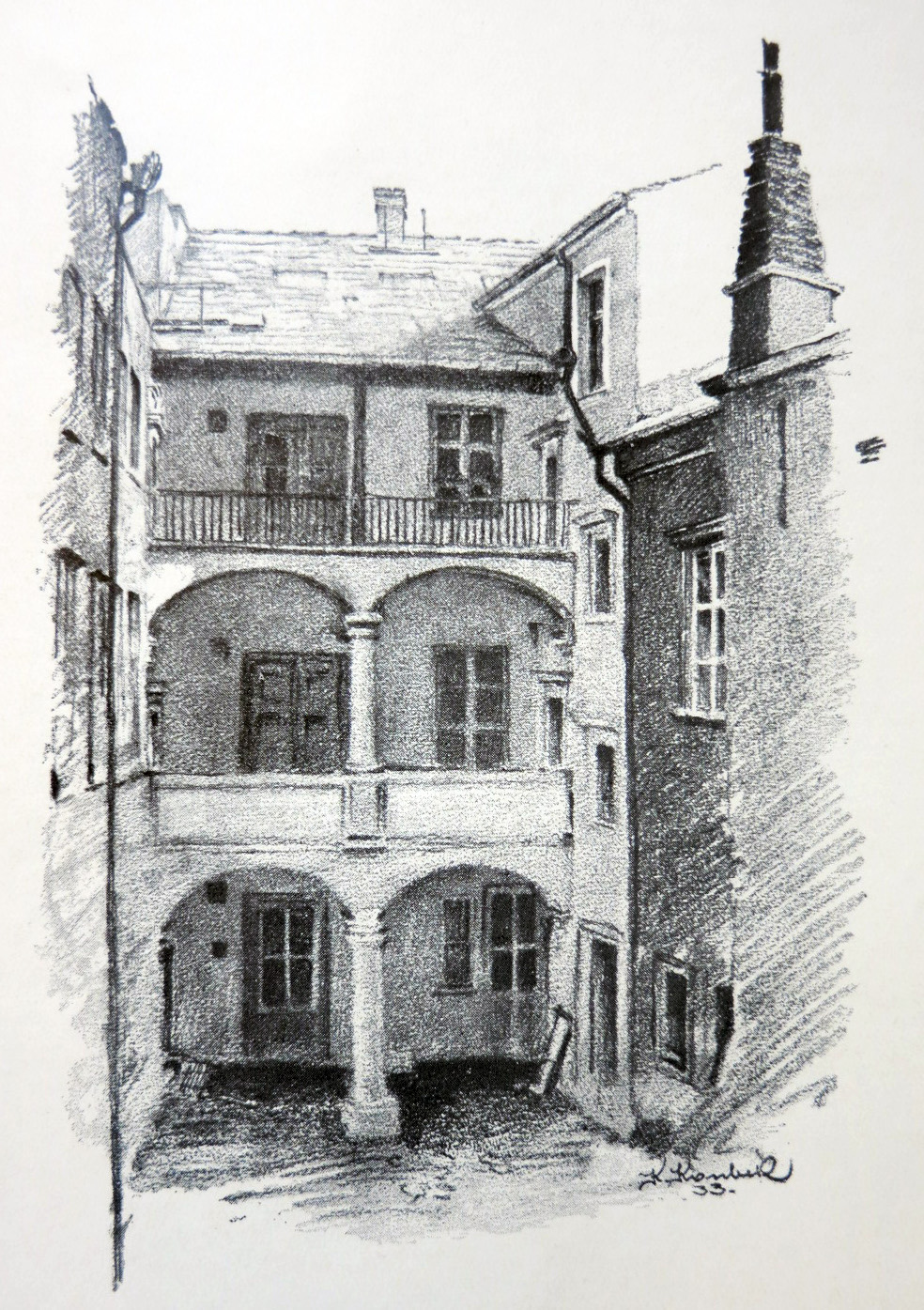
Atrium